# Marc Waldie
Marc Robert Waldie, född 24 augusti 1955 i Wichita i Kansas, är en amerikansk före detta volleybollspelare.
Waldie blev olympisk guldmedaljör i volleyboll vid sommarspelen 1984 i Los Angeles. Efter spelarkarriären arbetade Waldie med fastigheter.